# Stubfræser
En stubfræser er en maskine, der fræser en træstub væk – oftest i forbindelse med træfældning og/eller rodbehandling.
Normalt bliver roden liggende nede i jorden, hvor den ikke gør skade eller er til besvær. I visse tilfælde er det dog vigtigt at få fjernet stubben. Det gælder f.eks. hvis træet har været angrebet af en alvorlig sygdom (f.eks. Elmesyge eller Ildsot), eller hvis der er risiko for, at Rodfordærver (Heterobasidion annosum) kan angribe gennem stubben.
Stubfræseren går ca. 30 cm ned i jorden og fjerner træet og det øverste af roden. Maskinens vigtigste del er tænderne, der er placeret på fræserskiven, der roterer hurtigt rundt. Med halvcirkelformede bevægelser fræses lag efter lag af stubben til man er nede i den ønskede fræsedybde.  
I Danmark findes en af de førende producenter af stubfræsere på verdensplan, FSI Power-tech  i Vejle.  Der ud over forhandles der i Danmark også stubfræsere af mærkerne Bandit , Vermeer  samt en række kinesiske modeller.